# Proyecto cerebro humano

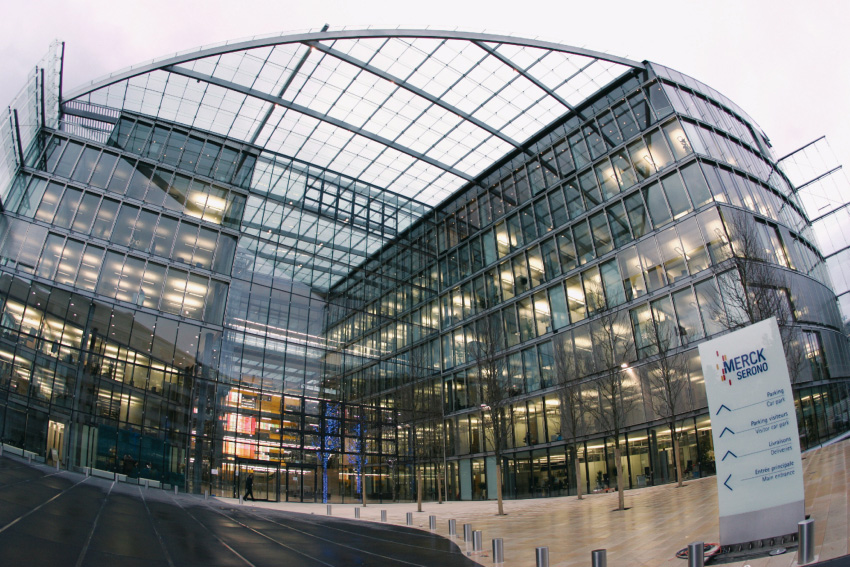
El Proyecto Cerebro Humano se mudó a Campus Biotech en 2014.

El Proyecto Cerebro Humano (HBP por sus siglas en inglés) es un proyecto médico-científico y tecnológico financiado por la Unión Europea y codirigido por Henry Makram y Javier de Felipe que tiene como fin reproducir tecnológicamente las características del cerebro humano, y de esta forma conseguir avances en el campo de la medicina y la neurociencia. Para que este proyecto pueda desarrollarse es necesaria la investigación en nuevas TIC, o tecnologías de supercomputación avanzadas que permitan asociar y utilizar la información integrada en modelos informáticos y simulaciones del cerebro que identifiquen patrones, principios organizativos y posibles carencias que puedan ser subsanadas con nuevos experimentos. A su vez para este fin, se han desarrollado distintas plataformas:
- Plataforma Neuroinformática: reunirá datos y conocimiento de neurocientíficos de todo el mundo, poniéndolos a disposición de la comunidad científica.
- Plataforma de Simulación del Cerebro: integrará esta información en modelos informáticos unificados, haciendo posible identificar los datos que faltan y permitiendo experimentos in silico, imposibles de realizar en el laboratorio.
- Plataforma de Computación de Alto Rendimiento: suministrará la tecnología de supercomputación interactiva que los neurocientíficos necesitan para el modelado y simulación de datos.
- Plataforma de Informática Médica: integrará datos clínicos de todo el mundo, aportando a los investigadores nuevas herramientas matemáticas para buscar las signaturas biológicas de las enfermedades.
- Plataforma de Computación Neuromórfica: transformará los modelos del cerebro en una nueva clase de dispositivos “hardware” testando sus aplicaciones.
- Plataforma de Neuroróbotica: permitirá a los investigadores en neurociencia y en la industria experimentar con robots virtuales controlados por modelos cerebrales desarrollados en el proyecto.

## El sistema SpiNNaker
|         | Núcleo  | Chip  | Placa | Caja | Neuronas | Sinapsis |
| ------- | ------- | ----- | ----- | ---- | -------- | -------- |
| Núcleo  | 1       | -     | -     | -    | 1k       | 1m       |
| Chip    | 18      | -     | -     | -    | 16k      | 16m      |
| Placa   | 864     | 48    | -     | -    | 750k     | 750m     |
| Caja    | 20.000  | 1.152 | 24    | -    | 18m      | 18b      |
| Sistema | 500.000 | -     | -     | 5x5  | 460m     | 460b     |

k = miles

m = millones

b = miles de millones

Refː